# Copa Mundial de Críquet de 1975
La Copa Mundial de Críquet de 1975 (alias, Prudential Cup 1975) fue la primera edición del torneo. Se desarrolló del 7 de junio al 21 de junio de 1975 en Inglaterra. 8 países tomaron parte en el acontecimiento. Las preliminares se jugaron en 2 grupos de 4 equipos. Los primeros dos equipos en cada grupo jugaron las semifinales, cuyos ganadores jugaron la final.

## Participantes
- Australia (Grupo A)
- Inglaterra (Grupo A)
- India (Grupo A)
- Nueva Zelanda (Grupo A)
- Pakistán (Grupo B)
- Indias Occidentales (Grupo B)

Otros equipos
- Sri Lanka (Grupo B)
- África Oriental (Kenia, Tanzania y Uganda) (Grupo A)

## Estadios
| Ciudad     | Estadio      | Capacidad |
| ---------- | ------------ | --------- |
| Birmingham | Edgbaston    | 21,000    |
| Londres    | Lord's       | 30,000    |
| Headingley | Leeds        | 14,000    |
| Mánchester | Old Trafford | 19,000    |
| Nottingham | Trent Bridge | 15,350    |
| Londres    | The Oval     | 23,500    |

## Etapa de grupos

### Grupo A
| Equipo          | Pts | Jj | G | P | PC   |
| --------------- | --- | -- | - | - | ---- |
| Inglaterra      | 12  | 3  | 3 | 0 | 4.94 |
| Nueva Zelanda   | 8   | 3  | 2 | 1 | 4.07 |
| India           | 4   | 3  | 1 | 2 | 3.24 |
| África Oriental | 0   | 3  | 0 | 3 | 1.90 |

### Grupo B
| Equipo              | Pts | Jj | G | P | PC   |
| ------------------- | --- | -- | - | - | ---- |
| Indias Occidentales | 12  | 3  | 3 | 0 | 4.35 |
| Australia           | 8   | 3  | 2 | 1 | 4.43 |
| Pakistán            | 4   | 3  | 1 | 2 | 4.45 |
| Sri Lanka           | 0   | 3  | 0 | 3 | 2.78 |

## Ronda Final
|  | Semifinales                     | Semifinales         |       |  | Final                         | Final |  |
|  |                                 |                     |       |  |                               |       |  |
|  | 18 de junio - Headingley, Leeds |                     |       |  |                               |       |  |
|  | Inglaterra                      | 93                  |       |  |                               |       |  |
|  | Australia                       | 94/6                |       |  |                               |       |  |
|  |                                 |                     |       |  |                               |       |  |
|  |                                 |                     |       |  | 21 de junio - Lord's, Londres |       |  |
|  |                                 |                     |       |  | Australia                     | 274   |  |
|  |                                 | Indias Occidentales | 291/8 |  |                               |       |  |
|  |                                 |                     |       |  |                               |       |  |
|  |                                 |                     |       |  |                               |       |  |
|  |                                 |                     |       |  |                               |       |  |
|  | 18 de junio - The Oval, Londres |                     |       |  |                               |       |  |
|  | Nueva Zelanda                   | 158                 |       |  |                               |       |  |
|  | Indias Occidentales             | 159/5               |       |  |                               |       |  |

- Datos: Q1139930
- Multimedia: Cricket World Cup 1975 / Q1139930